# Vincenzio Galilei
Vincenzio Galilei (Padova, 21 agosto 1606 – Firenze, 16 maggio 1649)  dopo Virginia e Livia fu il terzo e ultimo figlio di Galileo Galilei. Si interessò di meccanica e fu autore di versi d'amore.

## Biografia
Vincenzio Galilei nacque dalla relazione del padre Galileo con la veneziana Marina Gamba che lo allevò e lo avviò agli studi nel corso dei quali il giovane mostrò una particolare attitudine per la musica, la meccanica e il disegno.
Nel 1612 Vincenzio tornò a vivere con il padre che si decise a legittimarlo nel 1619, assicurandogli così i diritti esclusivi ereditari e che lasciò invece le altre due sorelle nella condizione di figlie naturali al fine di evitare la necessità di fornir loro gravose doti. Nel 1613, grazie all'interessamento del Cardinale Francesco Maria Del Monte, Galilei ottenne che la figlia primogenita Virginia fosse accolta nel convento delle Clarisse di San Matteo in Arcetri, dove il 4 ottobre 1616, appena sedicenne, prese i voti come monaca di clausura con il nome di suor Maria Celeste. L'altra sorella, Livia, accettò malvolentieri di prendere i voti nel 1617 nello stesso convento.
Vincenzio nel 1625 fu iscritto all'Università di Pisa dove si laureò in giurisprudenza nel 1628. Il padre l'anno prima si era interessato di procurargli tramite l'intervento del "cardinal nipote" Francesco Barberini una pensione ecclesiastica, condizionata cioè alla sua entrata nella vita religiosa ma, come riferisce Benedetto Castelli in una lettera del 21 maggio 1627 al padre, il giovane manifestò «un odio avvelenato, non una semplice aversione d'animo, al clericato» che gli costò la rinunzia alla pensione che fu dirottata al nipote, figlio di Michelangelo Galilei (1575-1629). 
Nel 1629 Vincenzio si sposò con la giovane di buona famiglia Sestilia Bocchineri di Prato. Ai preparativi per la festa di nozze che si tenne a Prato, parteciparono le due sorelle dello sposo Suor Maria Celeste e Suor Arcangela. Dal matrimonio nacquero tre figli: Carlo, Cosimo e il primogenito Galileo che visse con il nonno, rimasto a Firenze, durante l'epidemia di peste mentre Vincenzio e la moglie si erano rifugiati nel 1630 a Montemurlo per scampare al contagio.
Negli anni successivi Vincenzio ebbe gravi contrasti per questioni economiche con il padre nonostante che questi gli avesse fatto ottenere nel 1631 la cancelleria di Poppi da dove, nonostante gli sforzi di Galilei per impedirlo, fu trasferito per inadempienze e negligenza alla cancelleria di Montevarchi, dove rimase sino al 1635 per passare poi, sempre con l'ufficio di cancelliere, all'arte dei mercanti e della Zecca di Firenze che tenne sino alla morte. 
Acquistata una certa serena stabilità, si riconciliò con il padre, con il quale iniziò a collaborare, lavorando in particolare all'applicazione del pendolo all'orologio. Suoi e di Vincenzo Viviani sono i disegni sulla base dei quali Eustachio Porcellotti, nella seconda metà dell'Ottocento, realizzò i primi modelli di applicazione del pendolo all'orologio secondo l'invenzione dello scienziato toscano. Fu inoltre abile inventore e costruttore di strumenti musicali.
Nominato erede universale fu costretto a intentare una causa per ottenere l'eredità paterna che gli veniva contestata per la sua condizione di figlio illegittimo riconosciuto.
Morì nelle ristrettezze economiche il 16 maggio 1649.